# Meranoplus excavatus
Meranoplus excavatus é uma espécie de formiga do gênero Meranoplus, pertencente à subfamília Myrmicinae.